# (21293) 1996 VS8
1996 في أس 8 (ويعرف أيضًا باسم (21293) 1996 في أس 8 وفق تسمية الكوكب الصغير) (بالإنجليزية: 1996 VS8)‏ هو كويكب ضمن حزام الكويكبات؛ وترتيبه 21293 من حيث الاكتشاف.
اكتُشف هذا الجُرم الفلكي بواسطة Kin Endate ‏ في 7 نوفمبر 1996.

## وصلات خارجية
- (21293) 1996 VS8 في قاعدة بيانات مختبر الدفع النفاث لأجرام النظام الشمسي الصغيرة

- الاكتشاف · مخطط المدار ·  العناصر المدارية · المعلمات المادية

- (21293) 1996 VS8 على موقع ويكي سكاي: DSS2, SDSS, GALEX, IRAS, Hydrogen α, X-Ray, Astrophoto, Sky Map, Articles and images